# いぬ (映画)
『いぬ』（原題：Le Doulos）は、1963年制作のフランスのフィルム・ノワール。
監督はジャン＝ピエール・メルヴィル、主演はジャン＝ポール・ベルモンド。タイトルの“いぬ”とは、警察への密告者を指す隠語。

## あらすじ
刑務所を出所したばかりのギャングのモーリスは、妻を殺した男ジルベールを射殺。かつての仲間シリアンと次の仕事を決行する。
しかし、警官隊に包囲されて仲間が死に、自分も逮捕された。何者が密告したのだ。モーリスはかねてから、シリアンが“いぬ”（密告者）だという噂を聞いていたが、その後、自分の新しい女テレーズが崖から自動車で転落死したと知り、彼への疑いをつのらせる。
モーリスはシリアンが“いぬ”だと確信し、復讐を誓って入獄、同房の男にシリアンを殺すことを依頼する。

## キャスト
- シリアン：ジャン＝ポール・ベルモンド
- モーリス：セルジュ・レジアニ
- クラン警部：ジャン・ドザイー
- ヌテシオ：ミシェル・ピコリ
- テレーズ：モニーク・エネシー
- フェビアンヌ：ファビエンヌ・ダリ
- ジルベール：ルネ・ルフェーブル
- レミー：フィリップ・ナオン